# Verenigde UA Studenten
Verenigde UA Studenten (VUAS) was de vertegenwoordiger van de twee overkoepelende studentenverenigingen aan Universiteit Antwerpen en behartigde de rechten en belangen van alle studentenverenigingen tegenover de universiteit en de buitenwereld. VUAS hield zich bezig met alle aspecten van het studentenleven (cultureel, academisch en sociaal). Het bestuur van VUAS bestond uit drie afgevaardigden van de koepelvereniging ASK-Stuwer en drie afgevaardigden van de koepelvereniging Unifac.
Vanaf het academiejaar 2021-2022 werd de werking van VUAS deels overgenomen door de Algemene Studentenvergadering die bestaat uit twee afgevaardigden van elk van de twee koepelverenigingen alsook twee afgevaardigden van de Studentenraad Universiteit Antwerpen.

## Studentenclubs onder ASK-Stuwer

### Faculteitsclubs (Faculteitsconvent)
- Aesculapia - Faculteit Geneeskunde
- Biomedica - Faculteit Farmaceutische, Biomedische en Diergeneeskundige Wetenschappen, Departement Biomedische Wetenschappen
- Demetris - Faculteit Wetenschappen, Departement Bio-ingenieurswetenschappen
- DIEFKA - Faculteit Farmaceutische, Biomedische en Diergeneeskundige Wetenschappen, Departement Diergeneeskunde
- Fabiant - Faculteit Wetenschappen, Departement Biologie
- Kring Der Alchemisten (KDA) - Faculteit Wetenschappen, Departement Chemie en Faculteit Farmaceutische, Biomedische en Diergeneeskundige Wetenschappen, Departement Biochemie en biotechnologie
- UFKA - Faculteit Farmaceutische, Biomedische en Diergeneeskundige Wetenschappen, Departement Farmaceutische wetenschappen
- WINAK - Faculteit Wetenschappen, Departement Wiskunde, Informatica en Fysica
- Kinesia - Faculteit Geneeskunde en Gezondheidswetenschappen

### Andere clubs
- Campinaria - Home en Kotstudenten Buitencampus
- Hera - Vrouwenclub van de Buitencampus
- Odinn - Herenclub van de Buitencampus

## Studentenclubs onder Unifac

### Faculteitsclubs (Faculteitsconvent)
- Klio - Faculteit Letteren en Wijsbegeerte, Departement Geschiedenis
- Lingua - Faculteit Letteren en Wijsbegeerte, Departementen Taal- en Letterkunde en Wijsbegeerte
- MODULOR - Faculteit Ontwerpwetenschappen
- PSW - Faculteit Politieke- en Sociale Wetenschappen
- Sofia - Faculteit Rechten
- Translatio - Faculteit Letteren en Wijsbegeerte, Departement Toegepaste Taalkunde
- Wikings-NSK - Faculteit Toegepaste Economische Wetenschappen

### Studentgerelateerde clubs
- Capitant Antwerpen - Faculteit Bedrijfswetenschappen en Econmie
- De Chips - Antwerpse Kotstudenten
- IMBIT - Faculteit Toegepaste Economische Wetenschappen, Richting Handelsingenieur in de Beleidsinformatica
- Socio Economica - Faculteit Toegepaste Economische Wetenschappen, Richting Sociaal Economische Wetenschappen

### Regionale clubs (Seniorenconvent)
- Klauwaerts - Provincies Oost-Vlaanderen en Vlaams-Brabant
- Nordkempus - Regio (Noorder)Kempen
- Westkanters - Provincie West-Vlaanderen
- Westlandia - Provincie West-Vlaanderen (enkel mannelijke studenten)

### Andere clubs
- Abundantia - Duveldrinkers
- AIESEC UA (Association Internationale des Etudiants en Sciences Economiques et Commerciales UA) - Iedereen
- Prisma - Solidariteit
- EKA (EuropaKring Antwerpen) - Europa geïnteresseerd
- ESN (Erasmus Students Network) - Erasmus studenten
- PTP (Praesidium Ten Prinsenhove) - Studenten van de Peda (studentenhome van de UA)
- ELSA Antwerpen - European Law Students' Association

## Andere Studentenclubs niet (meer) onder Unifac

### Ex-Kringraadclubs
- Andoverpia - Provincie Antwerpen
- TTT (Thales-Thucydides-Tacitus) - Richtingen Filosofie, Geschiedenis en Klassieke Filologie aan het Ufsia (Omgevormd in 2000 tot Klio)
- Skald - Richting Germaanse filiologie aan het Ufsia (fusioneerde in 2004 met Mistral tot Lingua)
- Mistral - Richting Romaanse filiologie aan het Ufsia (fusioneerde in 2004 met Skald tot Lingua)
- Vader Vagantse - Vrouwelijke studenten
- Vulcanis - Ingenieurswetenschappen